# Agua de Valencia
El Agua de Valencia (en valenciano, Aigua de València) es un cóctel español que incluye cava, zumo de naranja, vodka y ginebra. Por lo general se sirve en jarras de varias raciones, y se bebe en copa de Champán tipo seno de María Antonieta. Este cóctel fue creado en 1959, por el pintor gallego Constante Gil, en la Cervecería Madrid de Valencia, la cual echó el cierre en el año 2000.
Similares cócteles en Europa son la Mimosa francesa o el Buck's Fizz británico. No obstante, ninguno de ellos tiene tanta graduación alcohólica como el cóctel valenciano. Aun así, el sabor dulce de las naranjas y el azúcar, enmascaran el gusto alcohólico, haciendo que este cóctel tenga un sabor refrescante que hace que «entre como el agua», de ahí su nombre. 
Junto con la horchata de chufa, es una de las bebidas más icónicas del verano valenciano.

## Historia
El pintor gallego Constante Gil llega a Valencia en 1948, y queda a cargo de la Cervecería Madrid. Un día, un grupo de clientes vascos asiduos del establecimiento, pidieron a Constante «Agua de Bilbao», con motivo de la victoria del Athlétic de Bilbao en la copa de España de 1956. Como respuesta, Constante les propuso probar el «Agua de Valencia», una suerte de sorbete que preparaba con zumo de naranja y champán. Ellos accedieron a probar el cóctel, y ya no dejaron de tomarlo en sus posteriores visitas. Esta historia se menciona también en el libro Valencia, noche (1978) de María Ángeles Arazo.

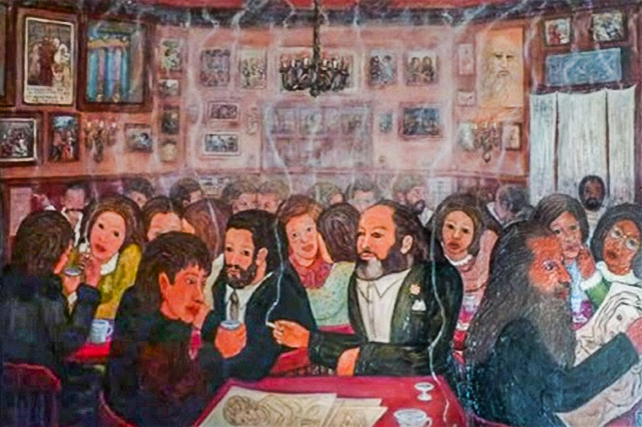
Vistas de la Cervecería Madrid con Progreso y Pepe Eibar bebiendo Agua de Valencia (1988), por Constante Gil. De la serie Tertulias de Café.

La receta original de Constante Gil incluye zumo de naranja natural (naranjas valencianas y de temporada, por supuesto), cava, ginebra, vodka, hielo y azúcar. Otros locales de ocio, al ver el éxito de la bebida, realizaron variantes que incluyen ron, licor de naranja, etc.
Durante una década, la bebida fue conocida solo por un pequeño grupo de clientes. No fue hasta la década de 1970 cuando comenzó a hacerse conocida en la noche valenciana. Desde entonces, se ha convertido en una bebida popular y un símbolo de la ciudad de Valencia. 
Actualmente, sin relación con la Cervecería Madrid original, ni con el pintor gallego, una cadena de hoteles reabrió como Café Madrid, en la misma ubicación.

## Preparación
Algunas sugerencias de preparación, aportadas por la propia familia de Gilson:
- No utilizar licor de naranja (Cointreau o Curaçao), pues la naranja natural perdería sus cualidades aromáticas.
- La buena calidad de los alcoholes blancos mejora la calidad del cóctel.
- Si se prefiere la bebida seca, no añadir azúcar, y utilizar cava seco o brut. El azúcar se añadía para compensar la acidez de la naranja, según la variedad de la temporada.
- Es preferible preparar el Agua de Valencia con antelación, para enfriarla en la nevera casi hasta su escarchado. Así se consigue que la mezcla de sus aromas sea perfecta.
- Antes de servir se debe remover con una cuchara, sin agitar.

## Otros datos de interés
- Algunas variantes del Agua de Valencia son: Agua de Murcia (Sorbete de limón), Copa Roja y Cahipiragua.
- El Agua de Valencia inspiró a otros bármanes para realizar variantes como el Agua de Malvarrosa, el Champú, el Agua de Sevilla, y otras numerosas aguas con nombres de ciudades de todo el mundo.
- El Agua de Valencia es uno de los cócteles que más se ha popularizado en la hostelería valenciana, pues generalmente es consumido en grupo, favoreciendo así el acto de socialización.

Aunque se puede pedir en muchos locales, tanto en Valencia, como en otras ciudades españolas, no en todos se respeta la receta original, y la bebida pierde sus virtudes. Sólo algunos la preparan con fundamento, por lo que se recomienda preguntar antes cómo está elaborada, y si no se corresponde con la descrita, esperar a probarla en otro local. 
Nunca se ha reconocido en vida del inventor el origen de esta bebida, y han aparecido otros que han pretendido ser sus padres; Constante Gil inició su registro, pero fue denegado al recurrir el ministerio de Agricultura, ya que no se podían registrar marcas con nombres genéricos ("agua") o ubicaciones ("de Valencia") si estas no entraban como denominación de origen. .